# Carlos Reutemann
Carlos Alberto Reutemann (* 12. April 1942 in Santa Fe, Provinz Santa Fe; † 7. Juli 2021 ebenda) war ein argentinischer Automobilrennfahrer und Politiker. Der in seiner Heimat unter dem Spitznamen „El Lole“ bekannt gewordene Nachfahre Schweizer Einwanderer war von 1972 bis 1982 in der höchsten Motorsportklasse Formel 1 aktiv und ging dort für namhafte Teams wie Brabham, Ferrari, Lotus und Williams an den Start. Von 1991 bis 1995 sowie von 1999 bis 2003 fungierte Reutemann in seiner Heimatprovinz Santa Fe als Gouverneur. Von 2003 bis zu seinem Tod im Jahr 2021 war er Senator dieser Provinz.

## Sportliche Laufbahn

### Anfänge
Reutemann, der von einem argentinischen Vater sowie einer italienischen Mutter abstammt und einen schweizerisch-deutschen Großvater hatte, begann seine motorsportliche Laufbahn 1965 im Alter von 23 Jahren in verschiedenen Tourenwagen-Serien Argentiniens. 1968 wechselte er in den Formelsport und versuchte sein Glück in der argentinischen Formel 2, in der er in der Saison 1969 zehn von zwölf Rennen gewann. 1970 folgte er einer Einladung des Automobilclubs von Argentinien, einen seiner Brabham-Rennwagen in der europäischen Formel 2 zu steuern. Bereits in seinem ersten Rennen auf dem Hockenheimring machte er auf sich aufmerksam, als er mit dem österreichischen Formel-1-Piloten Jochen Rindt kollidierte. Das Jahr schloss er als Gesamtvierter ab, was ihm einen Platz für die nächste Saison sicherte. 1971 verpasste er den Titelgewinn knapp gegen den Schweden Ronnie Peterson. Reutemanns positive Entwicklung bewog den Chef des Brabham-Formel-1-Teams, Bernie Ecclestone, ihm ein Cockpit für die Saison 1972 anzubieten.

### Formel 1

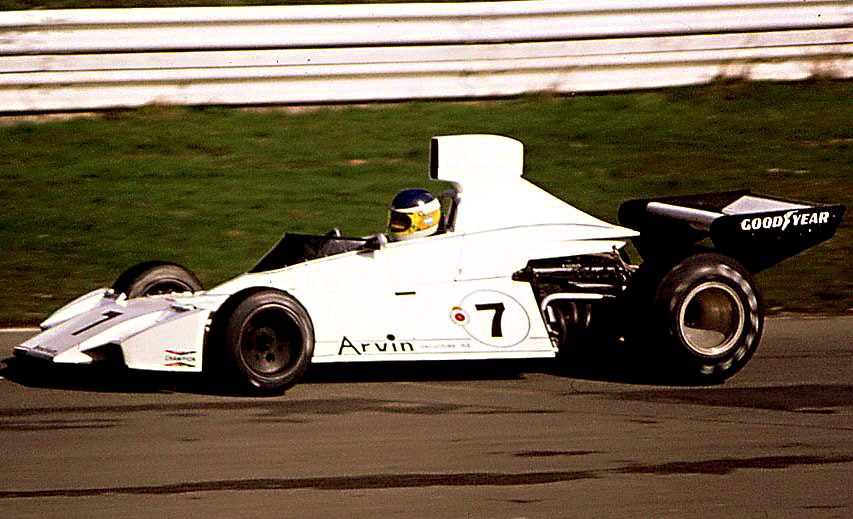
El Lole am Steuer des Brabham BT44 beim Race of Champions in Brands Hatch, 1974

#### Brabham (1972–1976)
Reutemanns Grand-Prix-Debüt in seiner Heimat und an der Seite von Ex-Weltmeister Graham Hill, bei dem er bereits fast 30 Jahre alt war, sorgte für Schlagzeilen. Er qualifizierte sich in seinem Brabham BT34 auf Anhieb für die Pole-Position, was vor ihm lediglich Mario Andretti (1968) sowie nach ihm Jacques Villeneuve (1996) gelungen war – beide waren jedoch im Unterschied zu Reutemann im jeweils schnellsten Auto des Feldes unterwegs gewesen. Das Rennen beendete der Debütant auf Platz sieben, nachdem er zuvor wegen Reifenproblemen seine Führung eingebüßt hatte. Der einzige Erfolg der Saison 1972 blieb ein Sieg beim Grand Prix von Brasilien, der jedoch keinen WM-Status hatte. Reutemann erhielt auch für 1973 einen Platz und stand während der Saison zweimal auf dem Siegerpodest. 1974 erlebte er seinen Durchbruch in der Formel 1: Mit drei Siegen und insgesamt 32 Punkten in 15 Rennen errang er den sechsten Platz in der Fahrerweltmeisterschaft. 1975 wurde er mit einem Sieg beim prestigeträchtigen Großen Preis von Deutschland auf dem Nürburgring sogar Dritter in der Endabrechnung. Reutemann blieb ein weiteres Jahr bei Brabham, deren Fahrzeug für die Saison 1976 sich allerdings schnell als kaum konkurrenzfähig herausstellte. Bestückt mit den neuen, kaum erprobten Motoren von Alfa Romeo fiel sein Brabham ständig wegen technischen Versagens aus. Nach zwölf von 16 Rennen hatte Reutemann genug und kaufte sich aus seinem Brabham-Vertrag frei. Nach dem schweren Feuerunfall des Weltmeisters Niki Lauda rechnete er damit, dessen Platz bei Ferrari einzunehmen.

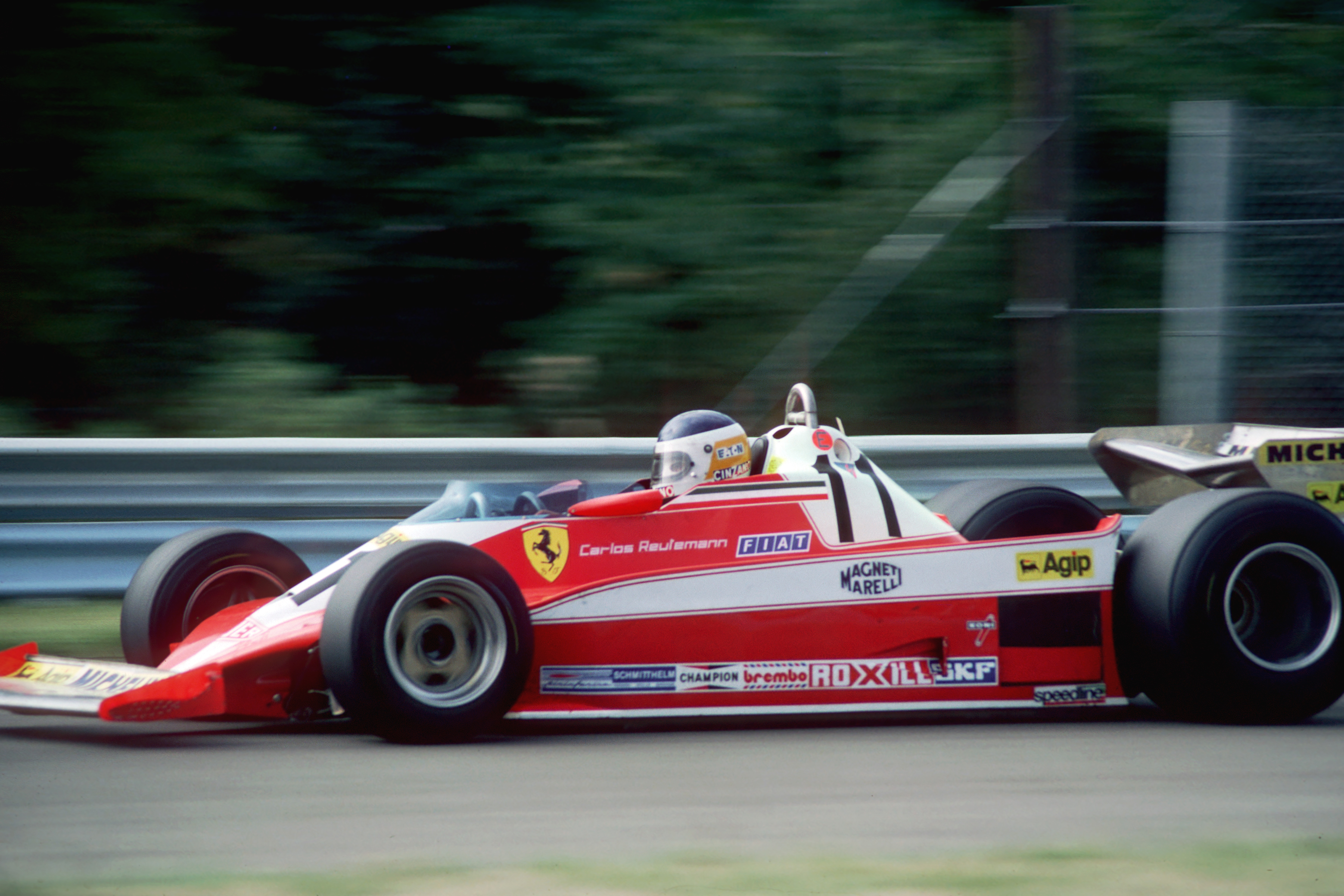
Reutemann im Ferrari 312T3, Watkins Glen 1978

#### Ferrari (1976–1978)
Lauda allerdings kämpfte sich schwer gezeichnet zurück ins Cockpit. So bestritt El Lole 1976 lediglich ein Rennen für Ferrari. Für die Saison 1977 verpflichtete ihn das italienische Traditionsteam anstelle des glücklosen Schweizers Clay Regazzoni – aber an der Seite Niki Laudas, der eine Abneigung gegen Reutemann hegte. Reutemann startete mit einem dritten Platz und einem Sieg ins Jahr, stand danach aber im Schatten seines wiedererstarkten Teamkollegen, der seinen zweiten Weltmeistertitel errang. Nachdem Lauda sich allerdings mit Enzo Ferrari zerstritten hatte und Ende des Jahres zu Brabham gewechselt war, witterte Reutemann seine Chance. Tatsächlich gewann er 1978 vier Rennen, schloss die Saison aber dennoch hinter den übermächtigen Lotus 79 von Mario Andretti und Ronnie Peterson ab. Obwohl Reutemann gern geblieben wäre, hatte Ferrari für die nächste Saison neben Gilles Villeneuve bereits den Südafrikaner Jody Scheckter verpflichtet: „Ich würde nie etwas gegen Villeneuve sagen, gegen Ferrari auch nicht. Die Atmosphäre dort war ein bisschen "Casino", aber es war eine glückliche Zeit für mich. Ich wäre gern geblieben, aber es gab eine Dauerromanze zwischen Ferrari und Jody Scheckter.“

#### Lotus (1979)
Daraufhin wechselte der Argentinier zu Lotus, wo der Platz von Ronnie Peterson durch dessen Tod nach dem Großen Preis von Italien 1978 freigeworden war. Doch die anderen Teams hatten mittlerweile das Ground-Effect-Konzept von Lotus kopiert und gleichgezogen; das Team von Colin Chapman rutschte ins Mittelfeld ab. Reutemann benutzte in der Saison das überlegene Vorjahresmodell und sammelte 25 Punkte – mehr als sein Teamkollege Andretti mit dem neuen Modell Lotus 80. Doch ausgerechnet Reutemanns Nachfolger bei Ferrari, Jody Scheckter, wurde Weltmeister 1979. Reutemann wollte schnell wieder raus aus der Falle, in der er sich bei Lotus wähnte. So ging er auf das Angebot von Frank Williams ein, dessen Team inzwischen zur Spitze aufgestiegen war, und ersetzte erneut Clay Regazzoni.

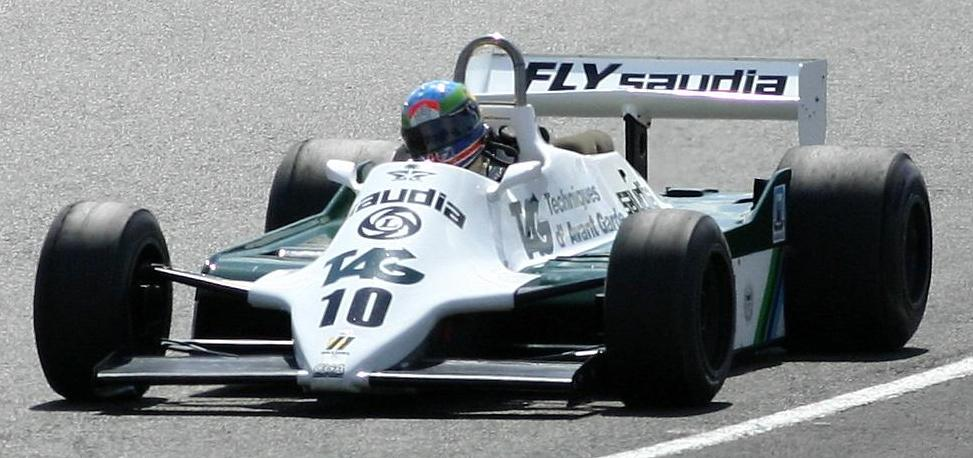
Williams FW07C von 1981 beim Silverstone Classic Race Meeting, 2008

#### Williams (1980–1982)
1980 gewann Reutemann den Großen Preis von Monaco und punktete in 15 aufeinanderfolgenden Rennen (bis Monaco 1981). Er beendete die Saison auf dem dritten Gesamtrang, stand aber erneut im Schatten seines erfolgreicheren Teamkollegen, diesmal des Australiers Alan Jones, der Weltmeister wurde. 1981 – im Alter von fast 39 Jahren – sah er seine letzte Chance, Formel-1-Weltmeister zu werden. So setzte er sich über seinen Vertrag als Nummer-2-Fahrer hinweg, Jones vorbeizulassen, wenn der hinter ihm liege, und gewann den Großen Preis von Brasilien in Jacarepagua. Zwar ging er damit in der Weltmeisterschaft in Führung, die er in der Folge immer weiter ausbaute, hatte jedoch mit dieser Aktion seinen Kredit im Team verspielt und konnte im Laufe der Saison immer weniger mit dessen Unterstützung rechnen. Jones weigerte sich umgekehrt ebenfalls, Reutemann noch im Kampf gegen Brabham-Pilot Nelson Piquet zu unterstützen. Im Wettbewerb mit Piquet, Reutemanns ärgstem Verfolger, der im Laufe der zweiten Saisonhälfte zu ihm aufgeschlossen hatte, kam es im Herbst 1981 beim Großen Preis von Las Vegas auf dem Parkplatz des Caesars Palace zur Entscheidung. Reutemann ging mit einem Punkt Vorsprung in das Abschlussrennen. Er qualifizierte sich zwar zunächst für die Pole-Position, fuhr jedoch ein unerklärlich desolates Rennen, in dessen Verlauf er von seinem Teamkollegen und seinem WM-Gegner Piquet sogar überrundet wurde und das er nur auf dem achten Platz beendete. So reichte Piquet ein fünfter Platz zum Titelgewinn mit einem Punkt Vorsprung. Nachdem Alan Jones seinen Rücktritt bekannt gegeben hatte, erwog auch Reutemann zunächst diesen Schritt, nahm aber auch die Saison 1982 bei Williams in Angriff. Nach nur zwei Rennen jedoch beendete er seine wechselhafte Karriere und erklärte offiziell seinen Rücktritt aus der Formel 1.
Carlos Reutemann gewann in der Formel 1 insgesamt zwölf Grand Prix, stand sechsmal auf dem besten Startplatz und erzielte 310 Weltmeisterschaftspunkte. 1975, 1978 und 1980 wurde er jeweils WM-Dritter, 1981 Vizeweltmeister. Reutemann ist zudem bis heute der erfolgreichste argentinische Formel-1-Pilot hinter dem fünfmaligen Weltmeister Juan Manuel Fangio.

### Rallye

#### Rallye-Weltmeisterschaft (1980, 1985)
Neben dem Rennfahren in Monoposto-Rennwagen war auch der Rally Sport eine Leidenschaft von Reutemann. Er startete in nationalen Meisterschaften und zwei Mal in der Rallye-Weltmeisterschaft. Im Jahr 1980 kam er bei der Rallye Codasur (später Rallye Argentinien genannt) auf dem dritten Rang ins Ziel mit einem Fiat 131 Abarth. Nochmals versuchte sich Reutemann 1985 bei der Rallye Argentinien zu klassieren. Auch diesmal kam er auf dem dritten Platz ins Ziel mit einem Peugeot 205 Turbo 16 E2. Reutemann war der erste Formel-1-Pilot bis dahin, der es schaffte, in der Formel-1-Weltmeisterschaft und in der Rallye-Weltmeisterschaft Punkte herauszufahren. Dies gelang später nur noch Kimi Räikkönen im Jahr 2010.

## Politische Karriere

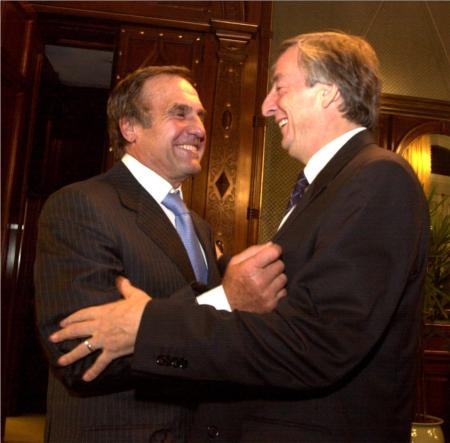
Reutemann mit Staatspräsident Néstor Kirchner, 2005

Nach dem Ende seiner aktiven Motorsportkarriere zog sich Reutemann eine Zeit lang aus der Öffentlichkeit zurück, bevor er Ende der 1980er Jahre unter dem Einfluss seines Freundes, des späteren argentinischen Präsidenten Carlos Menem, in die Politik einstieg. Er bemühte sich zunächst um einen Posten in der Politik seiner Heimatprovinz Santa Fe und trat in die Peronistische Partei ein. 1991 kandidierte er für das Amt des Gouverneurs. Er gewann die Wahl und bekleidete diese Position zunächst bis 1995. Wegen eines Passus in der argentinischen Verfassung konnte Reutemann nach seiner ersten Amtszeit nicht direkt wieder kandidieren. Er stellte sich aber 1999 erneut zur Wahl und wurde in seine zweite Amtszeit gewählt, die bis 2003 andauerte. Nach seinem Ausscheiden aus dem Amt des Gouverneurs kandidierte er als Senator seiner Provinz und gewann erneut. Reutemann war 2003 und 2009 überdies als Kandidat für das Amt des Staatspräsidenten im Gespräch, verzichtete aber letztlich auf eine Kandidatur. 2009 wurde Reutemann als Senator bestätigt. 2015 schloss sich Reutemann der Propuesta Republicana an, die dem Wahlbündnis Cambiemos angehört. Für dieses Bündnis wurde er erneut als Senator für die Provinz Santa Fe gewählt.

## Statistik

### Karrierestationen
- 1968: Argentinische Turismo Carretera
- 1968: Argentinische Temporada (Platz 18)
- 1969: Argentinische Turismo Carretera (Platz 16)
- 1970: Formel 2 (Platz 15)
- 1971: Formel 2 (Platz 2)
- 1972: Formel 1 (Platz 16)
- 1972: Formel 2 (Platz 4)
- 1972: Britische Formel 2 (Platz 9)
- 1973: Formel 1 (Platz 7)
- 1974: Formel 1 (Platz 6)
- 1975: Formel 1 (Platz 3)
- 1976: Formel 1 (Platz 16)
- 1977: Formel 1 (Platz 4)
- 1978: Formel 1 (Platz 3)
- 1979: Formel 1 (Platz 7)
- 1980: Formel 1 (Platz 3)
- 1981: Formel 1 (Platz 2)
- 1982: Formel 1 (Platz 15)

### Statistik in der Automobil-/Formel-1-Weltmeisterschaft
Diese Statistik umfasst alle Teilnahmen des Fahrers an der Formel-1-Weltmeisterschaft, die bis 1980 als Automobil-Weltmeisterschaft bezeichnet wurde.

#### Grand-Prix-Siege
- 1974:  Südafrika (Kyalami)
- 1974:  Österreich (Spielberg)
- 1974:  USA (Watkins Glen)
- 1975:  Deutschland (Nürburg)
- 1977:  Brasilien (Interlagos)
- 1978:  Brasilien (Jacarepagua)
- 1978:  USA West (Long Beach)
- 1978:  Großbritannien (Brands Hatch)
- 1978:  USA Ost (Watkins Glen)
- 1980:  Monaco (Monte Carlo)
- 1981:  Brasilien (Jacarepagua)
- 1981:  Belgien (Zolder)

#### Gesamtübersicht
| Saison | Team                         | Chassis             | Motor                | Rennen | Siege | Zweiter | Dritter | Poles | schn. Rennrunden | Punkte | WM-Pos. |
| ------ | ---------------------------- | ------------------- | -------------------- | ------ | ----- | ------- | ------- | ----- | ---------------- | ------ | ------- |
| 1972   | Motor Racing Developments    | Brabham BT34 / BT37 | Ford Cosworth 3.0 V8 | 10     | –     | –       | –       | 1     | –                | 3      | 16.     |
| 1973   | Motor Racing Developments    | Brabham BT37 / BT42 | Ford Cosworth 3.0 V8 | 15     | –     | –       | 2       | –     | –                | 16     | 7.      |
| 1974   | Motor Racing Developments    | Brabham BT44        | Ford Cosworth 3.0 V8 | 15     | 3     | –       | 1       | 1     | 1                | 32     | 6.      |
| 1975   | Martini Racing               | Brabham BT44B       | Ford Cosworth 3.0 V8 | 14     | 1     | 2       | 3       | –     | –                | 37     | 3.      |
| 1976   | Martini Racing               | Brabham BT45        | Alfa Romeo 3.0 B12   | 12     | –     | –       | –       | –     | –                | 3      | 16.     |
| 1976   | Scuderia Ferrari SEFAC       | Ferrari 312T2       | Ferrari 3.0 B12      | 1      | –     | –       | –       | –     | –                | –      | 16.     |
| 1977   | Scuderia Ferrari SEFAC       | Ferrari 312T2       | Ferrari 3.0 B12      | 17     | 1     | 2       | 3       | –     | –                | 42     | 4.      |
| 1978   | Scuderia Ferrari SEFAC       | Ferrari 312T3       | Ferrari 3.0 B12      | 16     | 4     | –       | 3       | 2     | 2                | 48     | 3.      |
| 1979   | Martini Racing Team Lotus    | Lotus 79            | Ford Cosworth 3.0 V8 | 15     | –     | 2       | 2       | –     | –                | 25     | 7.      |
| 1980   | Albilad Williams Racing Team | Williams FW07B      | Ford Cosworth 3.0 V8 | 14     | 1     | 3       | 4       | –     | 1                | 49     | 3.      |
| 1981   | Albilad Williams Racing Team | Williams FW07C      | Ford Cosworth 3.0 V8 | 15     | 2     | 3       | 2       | 2     | 2                | 49     | 2.      |
| 1982   | TAG Williams Team            | Williams FW07C      | Ford Cosworth 3.0 V8 | 2      | –     | 1       | –       | –     | –                | 6      | 15.     |
| Gesamt | Gesamt                       | Gesamt              | Gesamt               | 146    | 12    | 13      | 20      | 6     | 6                | 310    |         |

#### Einzelergebnisse
| Saison | 1   | 2   | 3   | 4   | 5   | 6   | 7   | 8   | 9   | 10  | 11  | 12  | 13  | 14  | 15  | 16 | 17 |
| ------ | --- | --- | --- | --- | --- | --- | --- | --- | --- | --- | --- | --- | --- | --- | --- | -- | -- |
| 1972   |     |     |     |     |     |     |     |     |     |     |     |     |     |     |     |    |    |
| 7      | DNF |     |     | 13  | 12  | 8   | DNF | DNF | DNF | 4   | DNF |     |     |     |     |    |    |
| 1973   |     |     |     |     |     |     |     |     |     |     |     |     |     |     |     |    |    |
| DNF    | 11  | 7   | DNF | DNF | DNF | 4   | 3   | 6   | DNF | DNF | 4   | 6   | 8   | 3   |     |    |    |
| 1974   |     |     |     |     |     |     |     |     |     |     |     |     |     |     |     |    |    |
| 7*     | 7   | 1   | DNF | DNF | DNF | DNF | 12  | DNF | 6   | 3   | 1   | DNF | 9   | 1   |     |    |    |
| 1975   |     |     |     |     |     |     |     |     |     |     |     |     |     |     |     |    |    |
| 3      | 8   | 2   | 3   | 9   | 3   | 2   | 4   | 14  | DNF | 1   | 14  | 4   | DNF |     |     |    |    |
| 1976   |     |     |     |     |     |     |     |     |     |     |     |     |     |     |     |    |    |
| 12     | DNF | DNF | 4   | DNF | DNF | DNF | 11  | DNF | DNF | DNF | DNF | 9   |     |     |     |    |    |
| 1977   |     |     |     |     |     |     |     |     |     |     |     |     |     |     |     |    |    |
| 3      | 1   | 8   | DNF | 2   | 3   | DNF | 3   | 6   | 15  | 4   | 4   | 6   | DNF | 6   | DNF | 2  |    |
| 1978   |     |     |     |     |     |     |     |     |     |     |     |     |     |     |     |    |    |
| 7      | 1   | DNF | 1   | 8   | 3   | DNF | 10  | 18  | 1   | DNF | DSQ | 7   | 3   | 1   | 3   |    |    |
| 1979   |     |     |     |     |     |     |     |     |     |     |     |     |     |     |     |    |    |
| 2      | 3   | 5   | DNF | 2   | 4   | 3   | 13* | 8   | DNF | DNF | DNF | 7   | DNF | DNF |     |    |    |
| 1980   |     |     |     |     |     |     |     |     |     |     |     |     |     |     |     |    |    |
| DNF    | DNF | 5   | DNF | 3   | 1   | 6   | 3   | 2   | 3   | 4   | 3   | 2   | 2   |     |     |    |    |
| 1981   |     |     |     |     |     |     |     |     |     |     |     |     |     |     |     |    |    |
| 2      | 1   | 2   | 3   | 1   | DNF | 4   | 10  | 2   | DNF | 5   | DNF | 3   | 10  | 8   |     |    |    |
| 1982   |     |     |     |     |     |     |     |     |     |     |     |     |     |     |     |    |    |
| 2      | DNF |     |     |     |     |     |     |     |     |     |     |     |     |     |     |    |    |

| Legende  | Legende            | Legende                                                          |
| Farbe    | Abkürzung          | Bedeutung                                                        |
| -------- | ------------------ | ---------------------------------------------------------------- |
| Gold     | –                  | Sieg                                                             |
| Silber   | –                  | 2. Platz                                                         |
| Bronze   | –                  | 3. Platz                                                         |
| Grün     | –                  | Platzierung in den Punkten                                       |
| Blau     | –                  | Klassifiziert außerhalb der Punkteränge                          |
| Violett  | DNF                | Rennen nicht beendet (did not finish)                            |
| Violett  | NC                 | nicht klassifiziert (not classified)                             |
| Rot      | DNQ                | nicht qualifiziert (did not qualify)                             |
| Rot      | DNPQ               | in Vorqualifikation gescheitert (did not pre-qualify)            |
| Schwarz  | DSQ                | disqualifiziert (disqualified)                                   |
| Weiß     | DNS                | nicht am Start (did not start)                                   |
| Weiß     | WD                 | zurückgezogen (withdrawn)                                        |
| Hellblau | PO                 | nur am Training teilgenommen (practiced only)                    |
| Hellblau | TD                 | Freitags-Testfahrer (test driver)                                |
| ohne     | DNP                | nicht am Training teilgenommen (did not practice)                |
| ohne     | INJ                | verletzt oder krank (injured)                                    |
| ohne     | EX                 | ausgeschlossen (excluded)                                        |
| ohne     | DNA                | nicht erschienen (did not arrive)                                |
| ohne     | C                  | Rennen abgesagt (cancelled)                                      |
| ohne     | keine WM-Teilnahme |                                                                  |
| sonstige | P/fett             | Pole-Position                                                    |
| sonstige | 1/2/3/4/5/6/7/8    | Punktplatzierung im Sprint-/Qualifikationsrennen                 |
| sonstige | SR/kursiv          | Schnellste Rennrunde                                             |
| sonstige | *                  | nicht im Ziel, aufgrund der zurückgelegten Distanz aber gewertet |
| sonstige | ()                 | Streichresultate                                                 |
| sonstige | unterstrichen      | Führender in der Gesamtwertung                                   |

### Le-Mans-Ergebnisse
| Jahr | Team              | Fahrzeug      | Teamkollege  | Platzierung | Ausfallgrund |
| ---- | ----------------- | ------------- | ------------ | ----------- | ------------ |
| 1973 | SpA Ferrari SEFAC | Ferrari 312PB | Tim Schenken | Ausfall     | Motorschaden |